# Globigerinoita
Globigerinoita es un género de foraminífero planctónico de la subfamilia Globigerininae, de la familia Globigerinidae, de la superfamilia Globigerinoidea, del suborden Globigerinina y del orden Globigerinida. Su especie tipo es Globigerinoita morugaensis. Su rango cronoestratigráfico abarca desde el Burdigaliense superior (Mioceno inferior) hasta el Serravalliense (Mioceno medio).

## Descripción
Globigerinoita incluía especies con conchas trocoespiraladas, globulares a globigeriniformes, de trocospira baja a ligeramente alta; sus cámaras eran globulares a ovoidales, creciendo en tamaño de manera rápida, con una última cámara ampulada fuertemente abrazadora que cubre el ombligo; sus suturas intercamerales eran incididas y rectas o curvadas; su contorno ecuatorial era subcuadrado a subpoligonal, y lobulado; su periferia era redondeada; su ombligo era moderadamente amplio; en el estadio inicial, su abertura principal era interiomarginal, umbilical (intraumbilical); el estadio adulto, la cámara final ampulada actuaba a modo de bulla y presentaba aberturas accesorias interiomarginales e infralaminares, en ocasiones, al final de unas prolongaciones de la cámara ampulada que cubría las suturas de las cámaras precedentes; presentaban aberturas suplementarias, también cubiertas por bullas; presentaban pared calcítica hialina, finamente perforada con poros en copa, y superficie punteada, y ligeramente pustulada.

## Paleoecología
Globigerinoita incluía especies con un modo de vida planctónico, de distribución latitudinal tropical a templada, y habitantes pelágicos de aguas intermedias (medio mesopelágico superior).

## Clasificación
Globigerinoita incluye a la siguiente especie:
- Globigerinoita morugaensis †